# Canale Elba-Havel
Il canale Elba-Havel è un canale navigabile lungo 56 chilometri situato in Germania, che collega Magdeburgo sul fiume Elba con Brandeburgo sul fiume Havel.
Dal 2003, il canale Elba-Havel è stato collegato al canale Mittelland attraverso il Kanalbrücke Magdeburg, che attraversa il fiume Elba. Il canale Elba-Havel fa parte di un sistema di canali navigabili che continua da ovest a Berlino e in Polonia.